# Olios mygalinus cinctipes
Olios mygalinus là một phân loài nhện trong họ Sparassidae.
Loài này thuộc chi Olios. Olios mygalinus cinctipes được Anna Maria Sibylla Merian miêu tả năm 1911.